# Paul Leyhausen
Paul Leyhausen, né le 10 novembre 1916 à Bonn, mort le 14 mai 1998, est un éthologue allemand, élève de Konrad Lorenz. Il a notamment travaillé sur le comportement des chats.

## Citations
« Près de cinq ans dans un camp de prisonniers m'ont appris que les sociétés humaines surpeuplées reflètent dans le moindre détail les symptômes des communautés de loups, chats, chèvres, souris, rats, lapins et que toutes les différences sont liées aux particularités des espèces ; les aspects fondamentaux de l'interaction et de l'organisation sociale sont en principe identiques et il y a une véritable homologie entre l'Homme et l'Animal à travers toute l'espèce de vertébrés ».

## Publications
- Paul Leyhausen: Katzen. Eine Verhaltenskunde. Parey Verlag, Berlin 1979, (5., völlig neubearbeitete Auflage),  (ISBN 3489605365)
- Paul Leyhausen: Katzenseele. Wesen und Sozialverhalten  Verlag: Kosmos (Franckh-Kosmos); Auflage: 2., Aufl. (Juni 2005),  (ISBN 3440098648)
- Konrad Lorenz und Paul Leyhausen: Antriebe tierischen und menschlichen Verhaltens. Gesammelte Abhandlungen. Piper Verlag (Paperback), München 1968.